# 孙占托
孙占托（1956年6月30日—），柬埔寨华人混血后裔，柬埔寨政治家，现任柬埔寨副首相，妻子亦是柬埔寨潮商许书利勋爵之长女。

## 工作经历
- 孙占托在一家通用电气公司工作了16年，并在该公司担任过驻美国和亚洲地区的综合管理和金融各种高级管理职位。
- 1994年至1997年，回到柬埔寨出任国家经济和金融以及疾病预防控制中心秘书长。
- 1999年至2003年任SC投资有限公司总裁兼经济和财务顾问国民议会主席。
- 2003年，担任柬埔寨发展理事会（CDC）高级部长与被选为柬埔寨国民议会干丹省代表。
- 2004年至2008年，被任命为柬埔寨公共工程和运输部部长。
- 2008年至2013年，柬埔寨发展理事会副副主席。
- 2013年至2015年，任柬埔寨商业部部长。
- 2016年，再次调任柬埔寨公共工程和运输部部长。[1]
- 2023年8月，出任柬埔寨副首相。[2]